# کایو هوشینو
کایو هوشینو (انگلیسی: Kayo Hoshino؛ زادهٔ ۱۲ سپتامبر ۱۹۷۲) بازیکن والیبال زن اهل ژاپن بود.